# كارولينا يوستي
كارولينا يوستي (بالإسبانية: Carolina Yuste)‏ هي ممثلة أسبانية. ولدت في عام 1991 في باداخوز، إسبانيا.

## فيلموغرافيا

### مسلسلات
| سنة       | لقب                                     | دور    |
| --------- | --------------------------------------- | ------ |
| 2016      | لا سوناتا ديل سيلينسيو ( سوناتا الصمت ) | دوريتا |
| 2019      | بريجادا كوستا ديل سول                   | غايه   |
| 2020 - 21 | أخبرني من أنا                           | لولا   |

### أفلام
| سنة  | لقب                         | دور     |
| ---- | --------------------------- | ------- |
| 2018 | كارمن ولولا ( كارمن ولولا ) | باكوي   |
| 2020 | هاستا السيلو ( سكاي هاي )   | إستريلا |

## روابط خارجية
- كارولينا يوستي على موقع IMDb (الإنجليزية)